# Philippe de Lévis
Philippe de Lévis   (França, 4 de novembre de 1435 - Roma, 1475) fou un cardenal francès.

## Biografia
Nascut a França dins d'una família pertanyent al llinatge nobiliari dels Lévis.
El 1454 va ser nomenat arquebisbe d'Auch i el 1463 va ser traslladat a l'arxidiòcesi d'Arle.
El papa Sixt IV, a petició de Renat d'Anjou, el va elevar al rang de cardenal en el consistori del 7 de maig de 1473, amb el títol cardenalici de Santi Marcellino e Pietro.
Va morir l'11 de novembre de 1475, als 40 anys i el seu cos va ser enterrat a la basílica de Santa Maria la Major de Roma.